# 113P/Spitaler
La comète Spitaler, officiellement 113P/Spitaler, est une comète périodique du système solaire, découverte le 17 novembre 1890 par Rudolf Ferdinand Spitaler à l'observatoire de Vienne.